# Parle tout bas, si c'est d'amour
Parle tout bas, si c'est d'amour è un film televisivo del 2012, diretto da Sylvain Monod e tratto dall'omonimo romanzo di Sophie Chérer.
Nonostante sia stato presentatto in anteprima al prestigioso Festival de Luchon il 10 febbraio 2012, il film non è mai stato trasmesso dalla televisione francese né è stato disponibile in alcuna forma fino al 2015.

## Trama
Caroline e Olivier hanno sedici anni, sono innamorati e non vorrebbero altro che essere lasciati soli. Sfortunatamente per loro, genitori, nonni e persino gli insegnanti sembrano voler immischiarsi ed interferire nei loro affari.